# Tell Me Why (Canción de Elvis Presley)
"Tell Me Why" ("Dime por qué") es una canción originalmente del género rhythm and blues  grabada  por Elvis Presley en 1957 y que permaneció sin editar hasta 1965 cuando se editó como cara A de un disco sencillo con Blue River en su cara B. La canción fue compuesta por Titus Turner. El sencillo de Presley vendió oportunamente más de 500.000 copias  por lo cual la RIAA lo certificó en 1992 como disco de oro.

## Grabación y edición
Presley registró la canción el 12 de enero de 1957 en los estudios Radio Recorders de Hollywood, California, el mismo día que grabó su éxito All Shook Up. Como era habitué en Elvis, él realizó varias tomas, eligiendo finalmente la # 5 para que se procediera a la masterización, sin embargo la canción no se editó hasta varios años después y el resto de las tomas se perdieron. El motivo por el cual en su momento la pieza fue descartada, se debió a que se criticó el resultado final, que había resultado algo similar en melodía a “Just A Closer Walk With Thee.” 
Steve Sholes apareció por primera vez acreditado como el productor oficial en dichas sesiones.
En 1965 RCA decidió sacar al mercado la canción en formato de disco sencillo conjuntamente con la canción "Blue River".  Por esos años,Presley se encontraba grabando casi exclusivamente material para las bandas sonoras de películas que él mismo protagonizaba, motivo por el cual RCA también se había interesado por lanzar al mercado temas de Elvis que él grabara previamente y que aún permanecían archivadas. Una muestra de ello es el álbum Elvis for Everyone! que incluía canciones aún inéditas para el momento de su edición.

## Músicos
- Elvis Presley - voz y guitarra rítmica acústica
- Scotty Moore - guitarra
- Bill Black - contrabajo
- D. J. Fontana - batería
- The Jordanaires - coros

## Listas
| Listas (1965)        | Posición alcanzada |
| -------------------- | ------------------ |
| Canadá               | 7                  |
| UK Singles Chart     | 15                 |
| US Billboard Hot 100 | 33                 |

## Otras ediciones
El tema "tell me Why" se incluyó como un bonus track en la reedición de 2006 del álbum de la banda sonora de la película de Elvis de 1957 Loving You por pertenecer precisamente a las sesiones de grabación donde se registraron varios de los temas de dicha banda sonora.